# Siderita

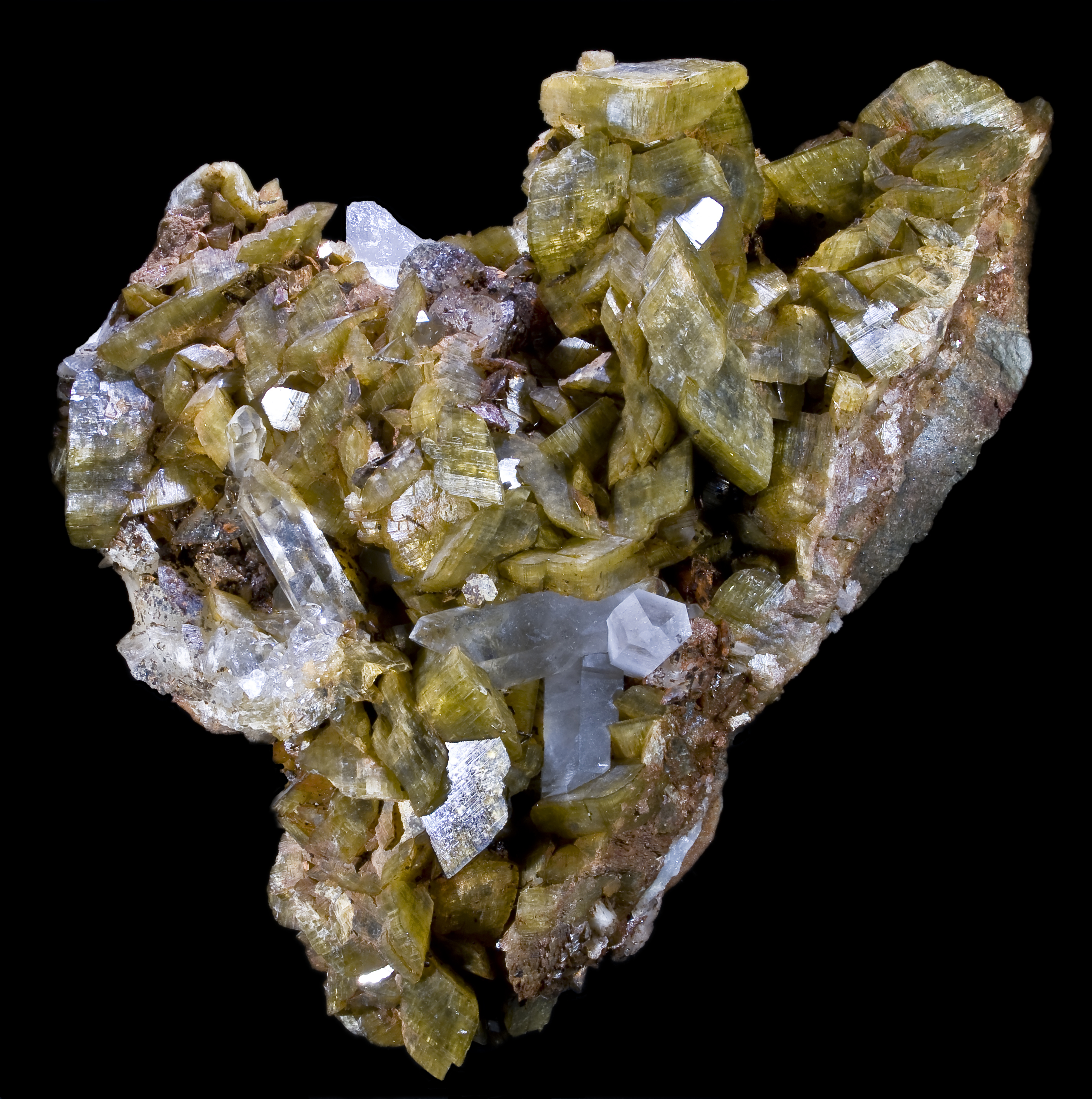
Siderita

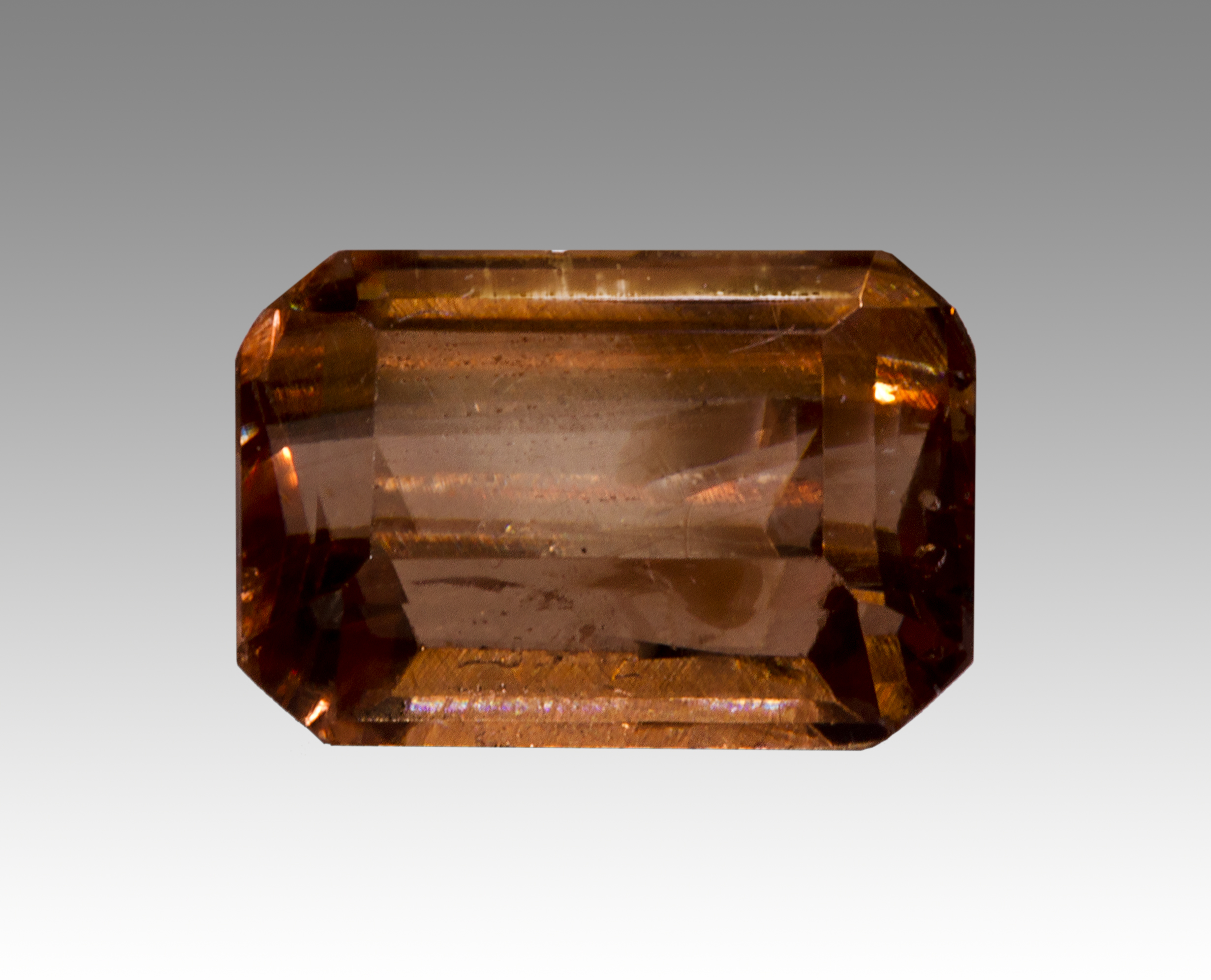
Siderite corte

A siderita ou siderite é um mineral trigonal do grupo da calcita, composto de carbonato de ferro de brilho vítreo e clivagem perfeita, muito utilizado como gema. Também é conhecido pelo nome de calibita.

## Ficha Técnica
- Grupo:Carbonatos
- Sistema cristalino:Trigonal
- Fórmula química:FeCO3
- Dureza:3,5-4 ( escala de Mohs )
- Densidade:3,7-3,9
- Clivagem:Romboédrica
- Fratura:Concóide
- Cor:Castanho claro à escuro
- Cor do traço:Branca
- Brilho:Vítreo
- Fluorescência:Ausente

## Gênese
A siderita é um mineral que pode ser formado por diferentes processos, dentre os quais pode-se citar:
- Sedimentação ou diagênese;
- Metamorfismo regional;
- Metamorfismo de contato;
- Hidrotermalismo e processos magmáticos.

Esse mineral está comumente associado à outros carbonatos, quartzo, fluorita, pirita, barita e óxidos de ferro. Pode ser encontrado com frequência como um componente em minérios de ferro de origem sedimentar ou metamórfica. 